# Нижняя Белка
Нижняя Белка (укр. Нижня Білка) — село в Подберёзцовской сельской общине Львовского района Львовской области Украины.
Население по переписи 2001 года составляло 503 человека. Занимает площадь 2,1 км². Почтовый индекс — 81141. Телефонный код — 3230.

## История
В 1946 г. Указом ПВС УССР село Белка Королевская переименовано в Нижняя Белка.